# Eisenbahnbrücke von Kidira
Die Eisenbahnbrücke bei Kidira ist eine Fachwerkbrücke über den Fluss Falémé, einen Nebenfluss des Senegals, zwischen den Orten Kidira in Senegal und Diboli in Mali. Sie führt bei Streckenkilometer 644,640 die Dakar-Niger-Bahn über den Fluss, der hier die Grenze zwischen den Staaten markiert.
Der Gleiskörper liegt auf dem Tragwerk der Brückenkonstruktion auf. Die Spannweite der Stahlbrücke wird offiziell mit 150 Meter angegeben. Das Stahlgerüst über den sieben Brückenöffnungen wird im Abstand von je 19 Meter von sechs steinernen Pfeilern und den Widerlagern getragen. Zusammen mit den Rampen der Uferzonen ergibt sich eine Gesamtlänge des Brückenbauwerks von knapp 200 Meter. Die Bahnstrecke über die Brücke ist eingleisig.